# بلتيرة

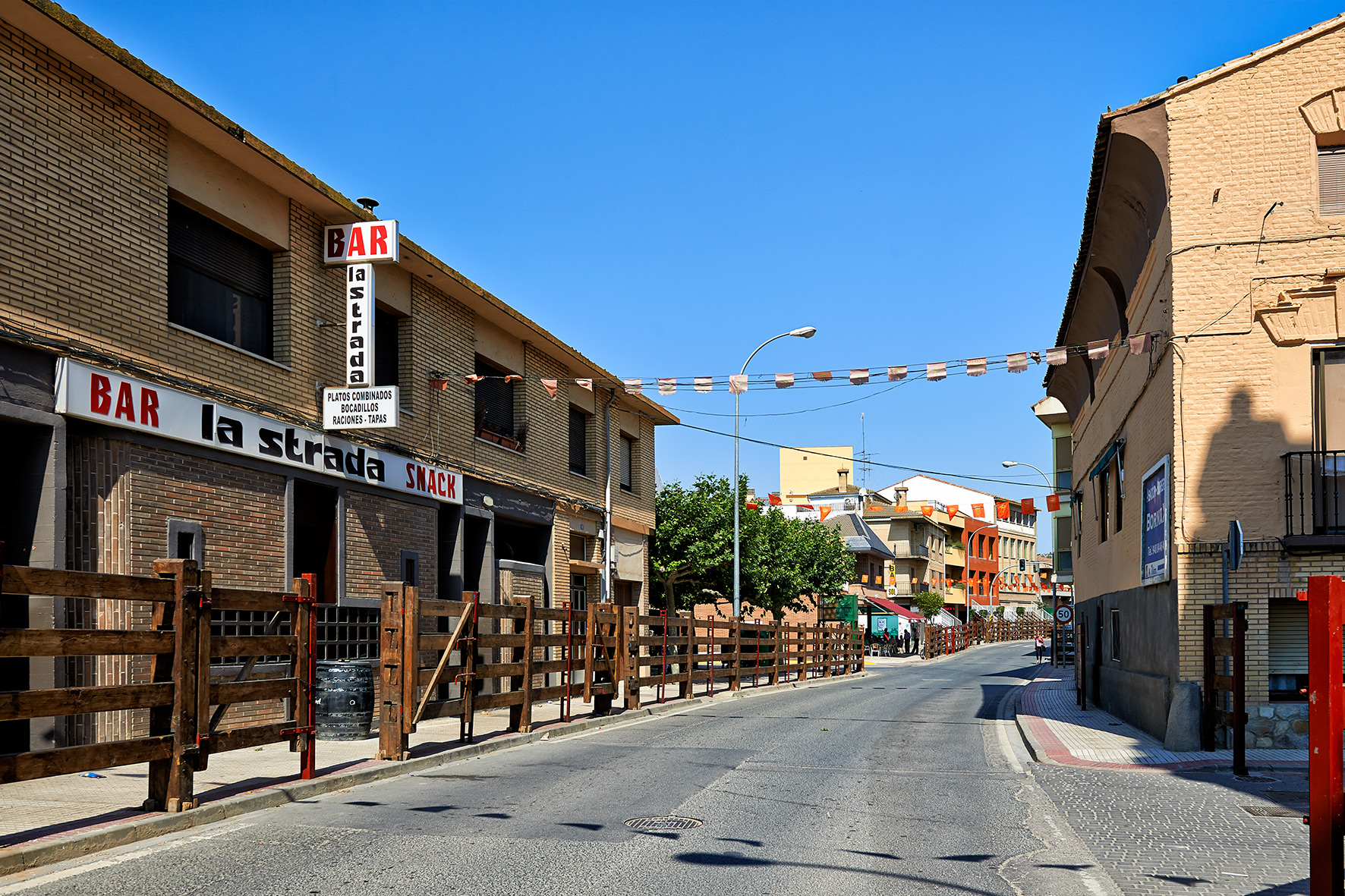
صورة لأحد شوارع بلتيرة.

بلتيرة أو بالتييرا هي بلدية تقع في منطقة نبرة, شمالي إسبانيا.

## وصلات خارجية
- VALTIERRA in the Bernardo Estornés Lasa - Auñamendi Encyclopedia (Euskomedia Fundazioa) (بالإسبانية)